# Lampertice
Lampertice (en allemand : Lampersdorf) est une commune du district de Trutnov, dans la région de Hradec Králové, en Tchéquie. Sa population s'élevait à 385 habitants en 2020.

## Géographie
Lampertice se trouve à 12 km au nord-nord-est de Trutnov, à 52 km au nord-nord-est de Hradec Králové et à 126 km au nord-est de Prague.
La commune est limitée par Žacléř à l'ouest et au nord, par Královec à l'est, par Bernartice au sud.

## Histoire
La première mention écrite de la localité date de 1521.